# 高橋啓 (歴史学者)
高橋 啓（たかはし はじめ、1938年 - ）は、日本の歴史学者。広島大学大学院文学研究科修士課程修了。専門は日本近世史。徳島県出身。

## 経歴
1963年（昭和38年）に広島大学大学院文学研究科修士課程修了。
鳴門教育大学教授を経て2004年（平成16年）4月1日から2010年（平成22年）3月31日まで同大学の学長を務めた。2016年春の叙勲で瑞宝中綬章を受章。

## 著書
- 『近世藩領社会の展開』（溪水社、2007年8月 ISBN 4874405975）

共著
- 『徳島県の歴史』（高橋・石躍胤央・大石雅章・生駒佳也・北條芳隆、山川出版社<県史36>、2007年6月 ISBN 4-634-32360-5）

編著
- 『徳島県部落史学習史料集』（徳島県同和教育研究協議会、1980年10月）
- 『徳島の研究〈第7巻〉民俗篇』（高橋・石躍胤央共編、清文堂出版、1982年7月）
- 『徳島の研究〈第4巻〉近世篇』（高橋・石躍胤央共編、清文堂出版、1982年9月）
- 『徳島の研究〈第6巻〉方言・民俗篇』（高橋・石躍胤央共編、清文堂出版、1982年12月）
- 『徳島の研究〈第5巻〉近世・近代篇』（高橋・石躍胤央共編、清文堂出版、1983年4月）
- 『図説 徳島県の歴史』（高橋・三好昭一郎共編、河出書房新社、1994年11月 ISBN 4309611362）